# Reprezentacja Estonii w piłce nożnej mężczyzn
Reprezentacja Estonii w piłce nożnej inauguracyjne spotkanie rozegrała w 1920 roku. W 1940 kraj został zaanektowany przez Związek Radziecki. Pierwszy mecz po odzyskaniu niepodległości Estończycy zagrali w 1991 roku. Przez wiele lat drużyna była europejskim średniakiem, ale od czasu zatrudnienia zagranicznych szkoleniowców Estonia gra coraz efektowniej i ofensywniej. Jak na razie styl gry nie przekłada się jednak na wyniki.
Estończycy ośmiokrotnie triumfowali w organizowanym od 1928 roku Pucharze Państw Bałtyckich, ostatnio w 1973 roku.
Przez siedem lat szefowie federacji obdarzali niegasnącym zaufaniem trenerów rodem z Holandii. Najpierw drużynę prowadził Arno Pijpers, który wprowadził nowe, bardziej ofensywne ustawienie 1-4-3-3, a od 2004 do 2007 roku jego następcą był Jelle Goes, hołdujący podobnej myśli szkoleniowej. Jednak obecność zagranicznych szkoleniowców nie przełożyła się na wyniki reprezentacji. W roku 2007 funkcję trenera reprezentacji objął Tarmo Rüütli. Pomimo niepowodzeń reprezentacji pozostawał jej trenerem do 2013 roku. Na początku 2014 roku trenerem został Szwed Magnus Pehrsson. Był nim do 2016 roku, kiedy to zastąpił go Martin Reim

## Bieżące eliminacje

### Eliminacje do Mistrzostw Europy w Piłce Nożnej 2012
| Zespół            | Pkt | M  | W | R | P | Br+ | Br− | +/− |
| ----------------- | --- | -- | - | - | - | --- | --- | --- |
| Włochy *          | 26  | 10 | 8 | 2 | 0 | 20  | 2   | +18 |
| Estonia           | 16  | 10 | 5 | 1 | 4 | 15  | 14  | +1  |
| Serbia *          | 15  | 10 | 4 | 3 | 4 | 13  | 12  | +1  |
| Słowenia          | 14  | 10 | 4 | 2 | 4 | 11  | 7   | +4  |
| Irlandia Północna | 9   | 10 | 2 | 3 | 5 | 9   | 13  | −4  |
| Wyspy Owcze       | 4   | 10 | 1 | 1 | 8 | 6   | 26  | −20 |

Stan po zakończeniu eliminacji

### Eliminacje do Mistrzostw Świata w Piłce Nożnej 2014
| Lp. | Drużyna  | M  | Mecze | Mecze | Mecze | Bramki | Bramki | Bramki | Pkt |
| Lp. | Drużyna  | M  | W     | R     | P     | +      | −      | +/−    | Pkt |
| --- | -------- | -- | ----- | ----- | ----- | ------ | ------ | ------ | --- |
| 1.  | Holandia | 10 | 9     | 1     | 0     | 34     | 5      | +29    | 28  |
| 2.  | Rumunia  | 10 | 6     | 1     | 3     | 19     | 12     | +7     | 19  |
| 3.  | Węgry    | 10 | 5     | 2     | 3     | 21     | 20     | +1     | 17  |
| 4.  | Turcja   | 10 | 5     | 1     | 4     | 16     | 9      | +7     | 16  |
| 5.  | Estonia  | 10 | 2     | 1     | 7     | 6      | 20     | −14    | 7   |
| 6.  | Andora   | 10 | 0     | 0     | 10    | 0      | 30     | −30    | 0   |

### Eliminacje do Mistrzostw Europy w Piłce Nożnej 2016
| Zespół     | Pkt | M  | W  | R | P | Br+ | Br− | +/− |
| ---------- | --- | -- | -- | - | - | --- | --- | --- |
| Anglia     | 30  | 10 | 10 | 0 | 0 | 31  | 3   | +28 |
| Szwajcaria | 21  | 10 | 7  | 0 | 3 | 24  | 8   | +16 |
| Słowenia   | 16  | 10 | 5  | 1 | 4 | 18  | 11  | +7  |
| Estonia    | 10  | 10 | 3  | 1 | 6 | 4   | 9   | −5  |
| Litwa      | 10  | 10 | 3  | 1 | 6 | 7   | 18  | −11 |
| San Marino | 1   | 10 | 0  | 1 | 9 | 1   | 36  | −35 |

|            | Anglia | Szwajcaria | Estonia | Słowenia | Litwa | San Marino |
| ---------- | ------ | ---------- | ------- | -------- | ----- | ---------- |
| Anglia     | X      | 2:0        | 2:0     | 3:1      | 4:0   | 5:0        |
| Szwajcaria | 0:2    | X          | 3:2     | 4:0      | 3:0   | 7:0        |
| Estonia    | 0:1    | 0:1        | X       | 1:0      | 1:0   | 2:0        |
| Słowenia   | 2:3    | 1:0        | 1:0     | X        | 1:1   | 6:0        |
| Litwa      | 0:3    | 1:2        | 1:0     | 0:2      | X     | 2:1        |
| San Marino | 0:6    | 0:4        | 0:0     | 0:2      | 0:2   | X          |

### Eliminacje do Mistrzostw Świata w Piłce Nożnej 2018
| Lp. | Drużyna              | M  | Mecze | Mecze | Mecze | Bramki | Bramki | Bramki | Pkt |
| Lp. | Drużyna              | M  | W     | R     | P     | +      | −      | +/−    | Pkt |
| --- | -------------------- | -- | ----- | ----- | ----- | ------ | ------ | ------ | --- |
| 1.  | Belgia               | 10 | 9     | 1     | 0     | 43     | 6      | +37    | 28  |
| 2.  | Grecja               | 10 | 5     | 4     | 1     | 17     | 6      | +11    | 19  |
| 3.  | Bośnia i Hercegowina | 10 | 5     | 2     | 3     | 24     | 13     | +11    | 17  |
| 4.  | Estonia              | 10 | 3     | 2     | 5     | 13     | 19     | −6     | 11  |
| 5.  | Cypr                 | 10 | 3     | 1     | 6     | 9      | 18     | −9     | 10  |
| 6.  | Gibraltar            | 10 | 0     | 0     | 10    | 3      | 47     | −44    | 0   |

### Eliminacje do Mistrzostw Europy w Piłce Nożnej 2020
| Zespół            | Pkt | M | W | R | P | Br+ | Br− | +/− |
| ----------------- | --- | - | - | - | - | --- | --- | --- |
| Niemcy            | 21  | 8 | 7 | 0 | 1 | 30  | 7   | +23 |
| Holandia          | 19  | 8 | 6 | 1 | 1 | 24  | 7   | +17 |
| Irlandia Północna | 13  | 8 | 4 | 1 | 3 | 9   | 13  | -4  |
| Białoruś          | 4   | 8 | 1 | 1 | 6 | 4   | 16  | -12 |
| Estonia           | 1   | 8 | 0 | 1 | 7 | 2   | 26  | -24 |

| Lp. | Drużyna  | M | Mecze | Mecze | Mecze | Bramki | Bramki | Bramki | Pkt |
| Lp. | Drużyna  | M | W     | R     | P     | +      | −      | +/−    | Pkt |
| --- | -------- | - | ----- | ----- | ----- | ------ | ------ | ------ | --- |
| 1.  | Belgia   | 8 | 6     | 2     | 0     | 25     | 6      | +19    | 20  |
| 2.  | Walia    | 8 | 4     | 3     | 1     | 14     | 9      | +5     | 15  |
| 3.  | Czechy   | 8 | 4     | 2     | 2     | 14     | 9      | +5     | 14  |
| 4.  | Estonia  | 8 | 1     | 1     | 6     | 9      | 21     | −12    | 4   |
| 6.  | Białoruś | 8 | 1     | 0     | 7     | 7      | 24     | −17    | 3   |

|                   | Holandia | Niemcy | Irlandia Północna | Estonia | Białoruś |
| ----------------- | -------- | ------ | ----------------- | ------- | -------- |
| Holandia          | X        | 2:3    | 3:1               | 5:0     | 4:0      |
| Niemcy            | 2:4      | X      | 6:1               | 8:0     | 4:0      |
| Irlandia Północna | 0:0      | 0:2    | X                 | 2:0     | 2:1      |
| Estonia           | 0:4      | 0:3    | 1:2               | X       | 1:2      |
| Białoruś          | 1:2      | 0:2    | 0:1               | 0:0     | X        |

### Eliminacje do Mistrzostw Europy w Piłce Nożnej 2024
| Zespół      | Pkt | M | W | R | P | Br+ | Br− | +/− |
| ----------- | --- | - | - | - | - | --- | --- | --- |
| Belgia      | 20  | 8 | 6 | 2 | 0 | 22  | 4   | +18 |
| Austria     | 19  | 8 | 6 | 1 | 1 | 17  | 7   | +10 |
| Szwecja     | 10  | 8 | 3 | 1 | 4 | 14  | 12  | +2  |
| Azerbejdżan | 7   | 8 | 2 | 1 | 5 | 7   | 17  | -10 |
| Estonia     | 1   | 8 | 0 | 1 | 7 | 2   | 22  | -20 |

### Eliminacje do Mistrzostw Świata w Piłce Nożnej 2026
| Lp. | Drużyna         | M | Mecze | Mecze | Mecze | Bramki | Bramki | Bramki | Pkt |
| Lp. | Drużyna         | M | W     | R     | P     | +      | −      | +/−    | Pkt |
| --- | --------------- | - | ----- | ----- | ----- | ------ | ------ | ------ | --- |
| 1.  | Niemcy / Włochy | 0 | 0     | 0     | 0     | 0      | 0      | 0      | 0   |
| 2.  | Norwegia        | 0 | 0     | 0     | 0     | 0      | 0      | 0      | 0   |
| 3.  | Izrael          | 0 | 0     | 0     | 0     | 0      | 0      | 0      | 0   |
| 4.  | Estonia         | 0 | 0     | 0     | 0     | 0      | 0      | 0      | 0   |
| 5.  | Mołdawia        | 0 | 0     | 0     | 0     | 0      | 0      | 0      | 0   |

|            |   | Norwegia | Izrael | Estonia | Mołdawia |
| ---------- | - | -------- | ------ | ------- | -------- |
| brak flagi | X | -        | -      | -       | -        |
| Norwegia   | - | X        | -      | -       | -        |
| Izrael     | - | -        | X      | -       | -        |
| Estonia    | - | -        | -      | X       | -        |
| Mołdawia   | - | -        | -      | -       | X        |

## Udział wMistrzostwach Świata
- 1930 – Nie brała udziału
- 1934 – 1938 – Nie zakwalifikowała się
- 1950 – 1990 – Nie brała udziału (była częścią ZSRR)
- 1994 – 2022 – Nie zakwalifikowała się

## Udział wMistrzostwach Europy
- 1960 – 1992 – Nie brała udziału (była częścią ZSRR)
- 1996 – 2024 – Nie zakwalifikowała się

## Rekordziści
Kolorem niebieskim zaznaczono wciąż aktywnych piłkarzy
| #  | Nazwisko             | Lata gry w kadrze | Mecze | Bramki |
| -- | -------------------- | ----------------- | ----- | ------ |
| 1  | Konstantin Vassiljev | 2006-2024         | 158   | 26     |
| 2  | Martin Reim          | 1992-2009         | 157   | 14     |
| 3  | Marko Kristal        | 1992-2005         | 143   | 9      |
| 4  | Andres Oper          | 1995-2014         | 134   | 38     |
| 5  | Ragnar Klavan        | 2003-2024         | 130   | 3      |
| 6  | Enar Jääger          | 2002-2017         | 126   | 0      |
| 7  | Mart Poom            | 1992-2009         | 120   | 0      |
| 8  | Kristen Viikmäe      | 1997-2013         | 115   | 15     |
| 8  | Dmitri Kruglov       | 2004-2019         | 115   | 4      |
| 10 | Raio Piiroja         | 1998-2015         | 114   | 8      |
| 10 | Sergei Zenjov        | 2008-             | 114   | 17     |

| #  | Nazwisko             | Lata gry w kadrze | Bramki | Mecze |
| -- | -------------------- | ----------------- | ------ | ----- |
| 1  | Andres Oper          | 1995-2014         | 38     | 134   |
| 2  | Indrek Zelinski      | 1994-2010         | 27     | 103   |
| 3  | Konstantin Vassiljev | 2006-2024         | 26     | 158   |
| 3  | Henri Anier          | 2011-             | 23     | 99    |
| 4  | Eduard Ellmann-Eelma | 1921-1935         | 21     | 60    |
| 6  | Richard Kuremaa      | 1933-1940         | 19     | 42    |
| 7  | Sergei Zenjov        | 2008-             | 17     | 114   |
| 8  | Arnold Pihlak        | 1920-1931         | 16     | 44    |
| 9  | Kristen Viikmäe      | 1997-2013         | 15     | 115   |
| 10 | Martin Reim          | 1992-2009         | 14     | 157   |

## Trenerzy reprezentacji Estonii od 1992 roku
- 1992–93 –  Uno Piir
- 1994–95 –  Roman Ubakivi
- 1996–99 –  Teitur Þordarsson
- 1999–00 –  Tarmo Rüütli
- 2000–04 –  Arno Pijpers
- 2004–07 –  Jelle Goes
- 2007–07 –  Viggo Jensen
- 2007–2013 –  Tarmo Rüütli
- 2014–2016 –  Magnus Pehrsson
- 2016–2019 –  Martin Reim
- 2019–2020  Karel Voolaid
- 2021 –  Martin Reim
- 2021 – 2024  Thomas Häberli
- 2024 –  Jürgen Henn